# Coppa Italia Serie C
La Coppa Italia Serie C (fondata come Coppa Italia Semiprofessionisti) è una competizione calcistica italiana che si tiene sotto la giurisdizione della FIGC. Terza coppa professionistica nazionale dopo la Coppa Italia e la Supercoppa italiana, è organizzata a cadenza annuale dalla Lega Italiana Calcio Professionistico. Dal 2008 al 2017 assunse la denominazione di Coppa Italia Lega Pro.
La prima edizione del torneo si svolse nel 1972. La vittoria della coppa, oltre al titolo sportivo, dal 2017 consente (salvo retrocessione in campionato) l'accesso alla fase nazionale dei play-off per la promozione in Serie B; la vittoria permette anche la partecipazione alla successiva edizione della Coppa Italia.
L'attuale detentrice del trofeo è il Rimini.

## Storia
L'allora Coppa Italia Semiprofessionisti di calcio nacque con il campionato 1972-1973 e fu il secondo esperimento di una competizione dedicata a squadre di terza serie dopo la Coppa Aldo Fiorini tenutasi in un'unica edizione nel 1943. Il "settore semiprofessionistico", dopo aver sentito il parere favorevole delle società dipendenti, decise di organizzare un torneo calcistico con una formula che ricalcava in un certo modo quella della Coppa Italia. Alla prima edizione parteciparono tutte le 60 squadre di Serie C e le seconde e le terze classificate dei nove raggruppamenti di Serie D della stagione 1971-1972. Il successo andò all'Alessandria che nella finale di Roma superò l'Avellino: la partita fu sospesa al 7' del secondo tempo supplementare per invasione di campo dei sostenitori della squadra campana, sicché il giudice sportivo assegnò la vittoria ai piemontesi che al momento della sospensione erano in vantaggio per 4-2.

Il Monza, qui vittorioso nell'edizione 1974-1975, vanta il primato di successi nella Coppa (4).

Quadri di partecipanti leggermente allargati nel 1973-1974: alle 60 società di Serie C furono aggiunte le seconde, le terze e le quarte classificate nei gironi di Serie D del precedente torneo. La finale fu giocata a Lucca, tra Monza e Lecce, e fu vinta dai brianzoli con un gol segnato al 1' di gioco. Nel 1974-1975 si presentano al via ben 96 partecipanti, con il Monza che bissò il successo della stagione precedente, andando a vincere ai tiri di rigore sul terreno di gioco del Sorrento. Da quella stagione la finale di coppa si giocò sul campo di una delle due finaliste, designato per sorteggio dalla Lega Nazionale Semiprofessionisti. Nel 1975-1976 furono di scena in finale ancora i brianzoli, ma stavolta i biancorossi dovettero cedere al cospetto dei padroni di casa del Lecce.
Nel 1977 trionfò il Lecco, vincendo di stretta misura (2-1) contro la neoretrocessa Sangiovannese. La finale del 1978, giocata sul terreno di gioco di Reggio Calabria, fu interrotta per intemperanze dei tifosi locali al 23' del secondo tempo; il giudice sportivo convalidò il risultato di 2-0 in favore dell'Udinese. Nel 1979 ci fu il primo successo di una squadra della neonata Serie C2: il Siracusa ebbe la meglio sulla Biellese, portando per la prima volta il trofeo nelle isole. Nel 1980 venne introdotta la doppia finale (andata e ritorno) in casa di entrambe le pretendenti al successo finale, così come accadde anche per la Coppa Italia maggiore. La finale del 1985, a Carrara, fu interrotta al 10' del secondo tempo a causa di un guasto all'impianto elettrico; il giudice sportivo convalidò il risultato di 0-2.
Nel 1981, dopo due anni dalla riforma che portò alla nascita di Serie C1 e C2, la manifestazione assunse il nome di Coppa Italia Serie C. Nel 2008, dopo il cambio di denominazione dei due succitati campionati, c'è stata la ridenominazione anche per il trofeo dedicato dapprima alle squadre di Prima e Seconda Divisione, e poi alla serie unica Lega Pro, con il nuovo marchio di Coppa Italia Lega Pro. Tale coppa è stata per vari decenni l'unica, tra tutte quelle nazionali organizzate dalle varie leghe della Federcalcio, ad avere unicamente un valore "onorifico", non distribuendo cioè alcun beneficio sportivo (eccetto un contributo economico): dall'edizione 2016-2017, la formazione vincitrice ottiene anche l'accesso alla seconda fase dei play-off per la promozione in Serie B.
Dal 2017, con il contestuale cambio di denominazione del campionato di Lega Pro in Serie C, anche la coppa di categoria torna alla storica denominazione di Coppa Italia Serie C.
Il 24 luglio 2020 il presidente della Lega Pro Francesco Ghirelli annuncia la soppressione per la stagione 2020-2021 della Coppa Italia Serie C a causa del calendario di Serie C troppo affollato.

## Formula
Dalla stagione 2021-22 vengono ammesse alla competizione le 60 squadre che risultano regolarmente iscritte al campionato di Serie C. La competizione si divide in varie fasi:
- Primo turno: vi partecipano le 56 squadre che non hanno partecipato alla Coppa Italia maggiore. Si giocano 28 partite di sola andata. Le squadre vincitrici vengono ammesse al secondo turno.
- Secondo turno: vi partecipano 32 squadre: le 28 vincitrici del primo turno e le 4 società ammesse alla Coppa Italia maggiore. Le squadre vincitrici accedono agli ottavi di finale.
- Ottavi di finale: vi partecipano le 16 squadre vincitrici del secondo turno eliminatorio. Le vincitrici accedono ai quarti di finale.
- Quarti di finale: vi partecipano le 8 vincitrici degli ottavi di finale. A partire da questo turno gli accoppiamenti sono determinati da un sorteggio integrale. Le vincitrici accedono alle semifinali.
- Semifinali e finale: si giocano ad eliminazione diretta, con partite di andata e ritorno. Il sorteggio determina l'ordine dei campi, anche per la finale fra le due vincitrici delle semifinali.

## Albo d'oro
- 1972-1973:  Alessandria (1º)
- 1973-1974:  Monza (1º)
- 1974-1975:  Monza (2º)
- 1975-1976:  Lecce (1º)
- 1976-1977:  Lecco (1º)
- 1977-1978:  Udinese (1º)
- 1978-1979:  Siracusa (1º)
- 1979-1980:  Padova (1º)
- 1980-1981:  Arezzo (1º)
- 1981-1982:  Vicenza (1º)
- 1982-1983:  Carrarese (1º)
- 1983-1984:  Fanfulla (1º)
- 1984-1985:  Casarano (1º)
- 1985-1986:  Virescit Boccaleone (1º)
- 1986-1987:  Livorno (1º)
- 1987-1988:  Monza (3º)
- 1988-1989:  Cagliari (1º)
- 1989-1990:  Lucchese (1º)
- 1990-1991:  Monza (4º)
- 1991-1992:  Sambenedettese (1º)
- 1992-1993:  Palermo (1º)
- 1993-1994:  Triestina (1º)
- 1994-1995:  Varese (1º)
- 1995-1996:  Empoli (1º)
- 1996-1997:  Como (1º)
- 1997-1998:  Alzano Virescit (1º)
- 1998-1999:  SPAL (1º)
- 1999-2000:  Pisa (1º)
- 2000-2001:  Prato (1º)
- 2001-2002:  AlbinoLeffe (1º)
- 2002-2003:  Brindisi (1º)
- 2003-2004:  Cesena (1º)
- 2004-2005:  Spezia (1º)
- 2005-2006:  Gallipoli (1º)
- 2006-2007:  Foggia (1º)
- 2007-2008:  Bassano (1º)
- 2008-2009:  Sorrento (1º)
- 2009-2010:  Lumezzane (1º)
- 2010-2011:  Juve Stabia (1º)
- 2011-2012:  Spezia (2º)
- 2012-2013:  Latina (1º)
- 2013-2014:  Salernitana (1º)
- 2014-2015:  Cosenza (1º)
- 2015-2016:  Foggia (2º)
- 2016-2017:  Venezia (1º)
- 2017-2018:  Alessandria (2º)
- 2018-2019:  Viterbese Castrense (1º)
- 2019-2020:  Juventus U23 (1º)
- 2020-2021: Non disputata
- 2021-2022:  Padova (2º)
- 2022-2023:  Vicenza (2º)
- 2023-2024:  Catania (1º)
- 2024-2025:  Rimini (1º)

## Record
- Le uniche squadre ad avere vinto per più di una volta il trofeo sono il Monza (4), il Foggia, lo Spezia, l'Alessandria, il Padova e il Vicenza (2).
- Il Monza detiene, oltre al maggior numero di edizioni vinte, anche il primato di vittorie consecutive (2, nel 1973-74 e nel 1974-75) e di finali disputate (ben 8, di cui 3 consecutive).
- Siracusa (1979), Padova (1980), Varese (1995), Prato (2001), Brindisi (2003), Gallipoli (2006) e Bassano Virtus (2008) sono le uniche squadre che hanno vinto la coppa partecipando come squadre di Serie C2.
- Lecce, Udinese, Monza (nella stagione 1987-88), Cagliari, Lucchese, Palermo, Empoli, Juve Stabia, Spezia (nella stagione 2011-12), Latina e Venezia hanno centrato nella stessa stagione la Coppa Italia Serie C e la promozione in Serie B.
- Siracusa e Gallipoli hanno centrato nella stessa stagione la Coppa Italia Serie C e la promozione in Serie C1: il Gallipoli è però l'unico a esserci riuscito vincendo il campionato.
- Il Cagliari è l'unica formazione ad avere in bacheca sia la Coppa Italia Serie C sia lo Scudetto maggiore.
- Il Vicenza e il Venezia sono le uniche formazioni ad avere in bacheca sia la Coppa Italia Serie C sia la Coppa Italia maggiore.
- Lo Spezia è l'unica squadra ad avere vinto la Coppa Italia Serie C e Supercoppa di Lega di Prima Divisione nella stessa stagione (2012).
- Il Bassano Virtus, il Venezia, il Monza e la Viterbese sono le uniche formazioni ad avere in bacheca sia la Coppa Italia Serie C che lo Scudetto Serie D.
- Il Como, la Juve Stabia e il Sorrento sono le tre formazioni che hanno in bacheca sia la Coppa Italia Serie C che la Coppa Italia Serie D.
- Il Casarano e il Varese sono le due formazioni che hanno in bacheca sia la Coppa Italia Serie C sia la Coppa Italia Dilettanti.
- Il Fanfulla è l'unica formazione ad avere vinto il trofeo ed essere retrocessa nello stesso anno, dalla Serie C1 alla C2.
- La Juventus U23 è l'unica seconda squadra, appartenente a un club di Serie A, ad avere vinto il trofeo.[4]
- La Carrarese è la squadra ad aver totalizzato il maggior numero di partecipazioni alla Coppa (46).
- La Carrarese è, tra le attuali squadre partecipanti, quella a partecipare ininterrottamente a più edizioni consecutive (44, dall'edizione 1978-1979).
- Il Legnago (dal 1972-73 al 2021-22) è la squadra che vanta il maggior numero di edizioni da non partecipante prima di ritornare a far parte della manifestazione (47 edizioni di assenza).
- Lo Spezia è stata l'ultima squadra a partecipare alla manifestazione ininterrottamente sin dalla sua prima edizione fino al 2005-06 (34 edizioni).
- Quelle di Oristano e Sondrio sono le uniche province italiane a non aver mai avuto una squadra partecipante alla competizione.

### Club col maggior numero di partecipazioni
Di seguito tutte le squadre con almeno 35 partecipazioni alla manifestazione:
| Squadra      | Sede                         | Regione        | Numero Partecipazioni | Prima Partecipazione | Ultima Partecipazione | Ininterrottamente da |
| ------------ | ---------------------------- | -------------- | --------------------- | -------------------- | --------------------- | -------------------- |
| Carrarese    | Carrara                      | Toscana        | 46                    | 1974-75              | In Corso              | 1978-79              |
| Prato        | Prato                        | Toscana        | 44                    | 1972-73              | 2017-18               | Non Partecipante     |
| Teramo       | Teramo                       | Abruzzo        | 43                    | 1972-73              | 2021-22               | Non Partecipante     |
| Alessandria  | Alessandria                  | Piemonte       | 42                    | 1972-73              | In Corso              | 2022-23              |
| Benevento    | Benevento                    | Campania       | 38                    | 1972-73              | 2015-16               | Non Partecipante     |
| Giulianova   | Giulianova (TE)              | Abruzzo        | 38                    | 1972-73              | 2011-12               | Non Partecipante     |
| Pro Patria   | Busto Arsizio (VA)           | Lombardia      | 38                    | 1974-75              | In Corso              | 2018-19              |
| Mantova      | Mantova                      | Lombardia      | 37                    | 1973-74              | In Corso              | 2021-22              |
| Novara       | Novara                       | Piemonte       | 37                    | 1977-78              | In Corso              | 2022-23              |
| Spezia       | La Spezia                    | Liguria        | 37                    | 1972-73              | 2011-12               | Non Partecipante     |
| Fano         | Fano (PU)                    | Marche         | 36                    | 1975-76              | 2019-20               | Non Partecipante     |
| Juve Stabia  | Castellammare di Stabia (NA) | Campania       | 36                    | 1972-73              | In Corso              | 2021-22              |
| Lucchese     | Lucca                        | Toscana        | 36                    | 1972-73              | In Corso              | 2021-22              |
| Pro Vercelli | Vercelli                     | Piemonte       | 36                    | 1972-73              | In Corso              | 2018-19              |
| Rimini       | Rimini                       | Emilia-Romagna | 36                    | 1972-73              | In Corso              | 2022-23              |
| Olbia        | Olbia (SS)                   | Sardegna       | 35                    | 1972-73              | In Corso              | 2016-17              |
| Pergolettese | Crema (CR)                   | Lombardia      | 35                    | 1973-74              | In Corso              | 2019-20              |

### Club attualmente partecipanti da più edizioni ininterrottamente
| Squadra            | Sede                     | Regione        | Numero Partecipazioni Ininterrotte | Ininterrottamente da |
| ------------------ | ------------------------ | -------------- | ---------------------------------- | -------------------- |
| Carrarese          | Carrara                  | Toscana        | 44                                 | 1978-79              |
| Renate             | Renate (MB)              | Lombardia      | 12                                 | 2010-11              |
| AlbinoLeffe        | Albino e Leffe (BG)      | Lombardia      | 10                                 | 2012-13              |
| Pontedera          | Pontedera (PI)           | Toscana        | 10                                 | 2012-13              |
| Siena              | Siena                    | Toscana        | 7                                  | 2015-16              |
| Monopoli           | Monopoli (BA)            | Puglia         | 6                                  | 2016-17              |
| Olbia              | Olbia (SS)               | Sardegna       | 6                                  | 2016-17              |
| Piacenza           | Piacenza                 | Emilia-Romagna | 6                                  | 2016-17              |
| Viterbese          | Viterbo                  | Lazio          | 6                                  | 2016-17              |
| Virtus Francavilla | Francavilla Fontana (BR) | Puglia         | 6                                  | 2016-17              |

### Numero di partecipazioni per regione
| Regione               | Partecipazioni complessive | Maggior partecipante | Partecipazioni |
| --------------------- | -------------------------- | -------------------- | -------------- |
| Lombardia             | 629                        | Pro Patria           | 38             |
| Toscana               | 550                        | Carrarese            | 46             |
| Campania              | 451                        | Benevento            | 38             |
| Emilia-Romagna        | 372                        | Rimini               | 36             |
| Puglia                | 296                        | Fidelis Andria       | 29             |
| Sicilia               | 270                        | Siracusa             | 30             |
| Veneto                | 265                        | Padova               | 30             |
| Piemonte              | 251                        | Alessandria          | 42             |
| Abruzzo               | 245                        | Teramo               | 43             |
| Lazio                 | 207                        | Frosinone            | 27             |
| Marche                | 199                        | Fano                 | 36             |
| Calabria              | 158                        | Catanzaro            | 32             |
| Sardegna              | 112                        | Olbia                | 35             |
| Liguria               | 102                        | Spezia               | 37             |
| Umbria                | 97                         | Gubbio               | 27             |
| Basilicata            | 70                         | Potenza              | 27             |
| Trentino-Alto Adige   | 63                         | Trento               | 28             |
| Friuli-Venezia Giulia | 61                         | Triestina            | 28             |
| Molise                | 22                         | Campobasso           | 18             |
| Valle d'Aosta         | 5                          | Aosta                | 4              |

### Albo d'oro per regione
| Regione               | Vittorie | Edizioni |
| --------------------- | -------- | --- |
| Lombardia             | 12       | - Monza (1973-74; 1974-75; 1987-88; 1990-91) - Lecco (1976-77) - Fanfulla (1983-84) - Virescit Bergamo (1985-86) - Varese (1994-95) - Como (1996-97) - Alzano Virescit (1997-98) - AlbinoLeffe (2001-02) - Lumezzane (2009-10) |
| Toscana               | 7        | - Arezzo (1980-81) - Carrarese (1982-83) - Livorno (1986-87) - Lucchese (1989-90) - Empoli (1995-96) - Pisa (1999-00) - Prato (2000-01)                                                                                        |
| Puglia                | 6        | - Foggia (2006-07; 2015-16) - Lecce (1975-76) - Casarano (1984-85) - Brindisi (2002-03) - Gallipoli (2005-06) |
| Veneto                | 6        | - Padova (1979-80; 2021-22) - Vicenza (1981-82; 2022-23) - Bassano (2007-08) - Venezia (2016-17) |
| Campania              | 3        | - Sorrento (2008-09) - Juve Stabia (2010-11) - Salernitana (2013-14) |
| Emilia-Romagna        | 3        | - SPAL (1998-99) - Cesena (2003-04) - Rimini (2024-2025) |
| Piemonte              | 3        | - Alessandria (1972-73; 2017-18) - Juventus U23 (2019-20) |
| Sicilia               | 3        | - Siracusa (1978-79) - Palermo (1992-93) - Catania (2023-24) |
| Friuli-Venezia Giulia | 2        | - Udinese (1977-78) - Triestina (1993-94) |
| Lazio                 | 2        | - Latina (2012-13) - Viterbese (2018-19) |
| Liguria               | 2        | - Spezia (2004-05; 2011-12) |
| Calabria              | 1        | - Cosenza (2014-15) |
| Marche                | 1        | - Sambenedettese (1991-92) |
| Sardegna              | 1        | - Cagliari (1988-89) |